# Jenny Scheinman

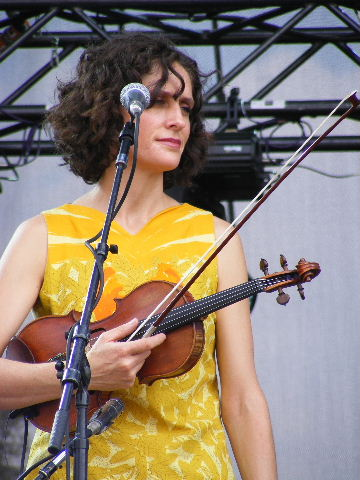
Jenny Scheinman (2008)

Jenny Scheinman (* 8. Juni 1979 in Jacksonville (Florida)) ist eine US-amerikanische Jazz-Violinistin.

## Leben und Wirken
Jenny Scheinman wuchs in Petrolia, Kalifornien auf; ihre Eltern waren Folkmusic-Amateure; sie selbst lernte neben der Violine noch Klavier. Nach ihrem Musik-Studium am Oberlin Conservatory und ihrem Abschluss an der University of California, Berkeley gründete sie ein Projekt, das sich mit der Musik von Django Reinhardt und Stephane Grappelli befasste, knüpfte aber auch Kontakte zur kalifornischen Avantgardeszene. So trat sie mit dem Rova Saxophone Quartet und mit Carla Kihlstedt auf. 1999 zog sie nach New York City, wo sie mit Sean Lennon, Leni Stern, Linda Perry, Norah Jones, Pablo Ablanedo, John Zorn und Bill Frisell zusammenarbeitete. Sie hatte auch einen Auftritt in der Late Show bei David Letterman. Ab 2002 legte sie eine Reihe von Alben unter eigenem Namen auf, u. a. mit Myra Melford, Trevor Dunn, Greg Cohen, Kenny Wollesen und Nels Cline. Im Dezember 2004 entstand ihr vielbeachtetes Album 12 Songs u. a. mit Doug Wieselman, Ron Miles und Bill Frisell, das traditionelle Themen der jüdischen Musik aufgreift.
Außerdem arbeitete sie mit der Formation Charming Hostess; in der Band von Bill Frisell trat sie bei der Konzertreihe Century of Song im Rahmen der RuhrTriennale auf. 2006 spielte sie in der Band von Christian McBride (Live at Tonic). Weiterhin wirkte sie an dem Album Electric Ascension des Rova Saxophone Quartet mit und war mit Madeleine Peyroux auf Tour. Auf den drei Alben der Scott Amendola Band, veröffentlicht zwischen 2000 und 2005, war sie ebenfalls Geigerin.
Scheinman wurde zwischen 2004 und 2009 jedes Jahr in Folge in der Kritikerumfrage des Down Beat in der Kategorie Violine als „Rising Star“ ausgezeichnet. Wolf Kampmann zählt sie zu den wenigen „Violinisten, die den Jazz durch einen persönlicheren Ton bereichert“ und „weitergebracht“ haben.
Sie ist die Nichte des Robotik-Pioniers Victor Scheinman.

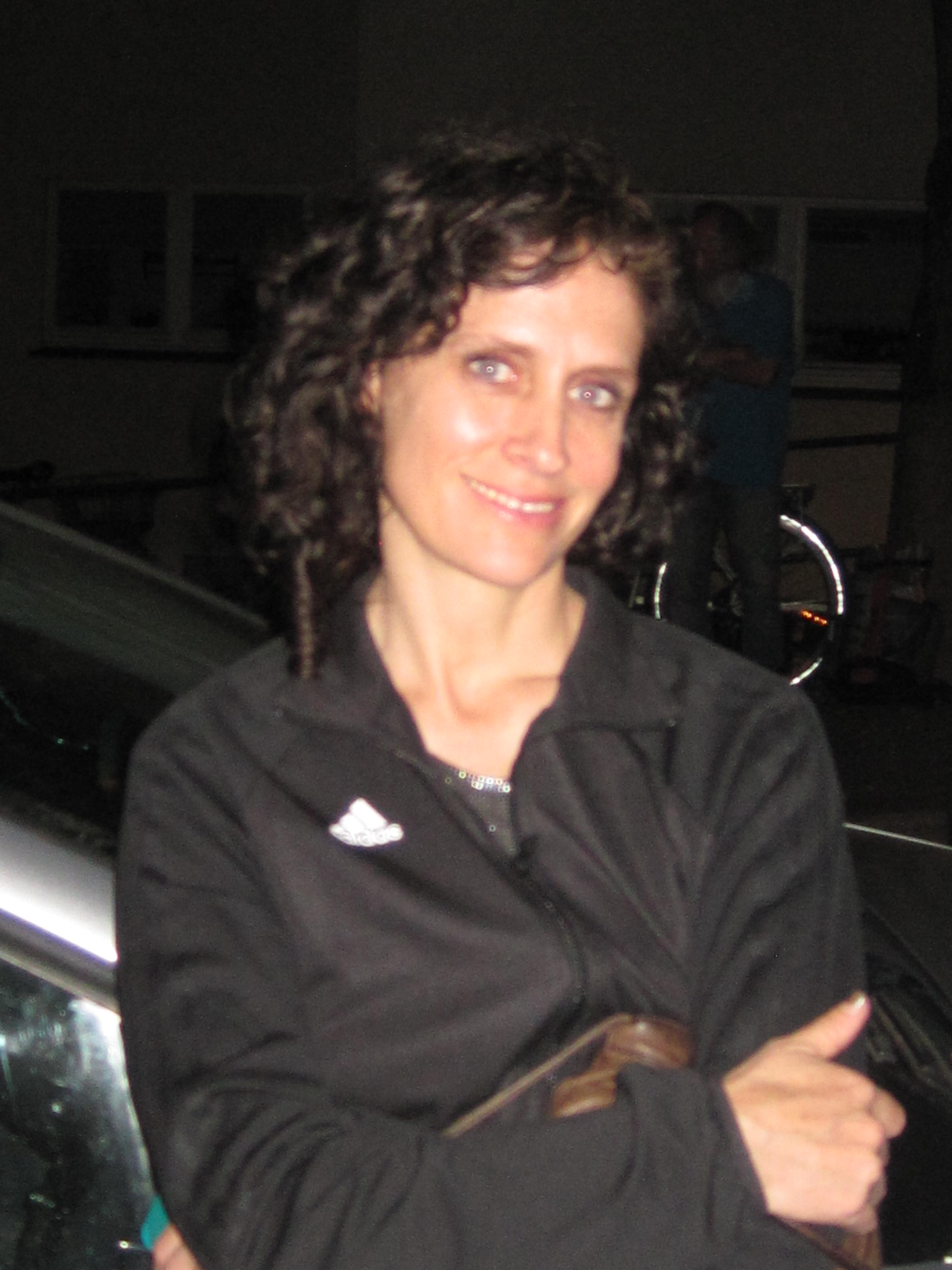
Jenny Scheinman (2018)

## Diskographische Hinweise
- The Rabbi's Lover (Tzadik, 2002)
- Shalagaster (Tzadik, 2003)
- 12 Songs (Cryptogramophone, 2005)
- Jenny Scheinman (Koch Records, 2008)
- The Littlest Prisoner (Sony Masterworks, 2014)
- Here on Earth (Royal Potato Family, 2017)
- Jenny Scheinman / Allison Miller: Parlour Game Royal (Royal Potato Family, 2019)
- All Species Parade (Royal Potato Family 2024, mit Carmen Staaf, Tony Scherr, Kenny Wollesen,  Bill Frisell, Julian Lage, Nels Cline)